# Traian (Constanța)
Traian es una localidad rumana de la comuna de Săcele, en el condado de Constanța.

## Historia
Hacia comienzos del siglo XX la localidad, que ya por entonces pertenecía al condado de Constanța, formaba parte de la comuna de Cara-Harman y tenía contabilizada una población de 117 habitantes.
En la segunda mitad del siglo XX la localidad había pasado a formar parte de la comuna de Săcele. En el censo de 2021 la localidad tenía una población de 37 habitantes.